# Myriam Noemí Tarragó
Myriam Noemí Tarragó (San Lorenzo, Santa Fe, 1 de junio de 1938) es una antropóloga argentina especializada en la investigación de las culturas del noroeste argentino.

## Trayectoria
Comenzó sus estudios superiores en la Universidad Nacional del Litoral, donde obtuvo su Certificado de especialización en Antropología, Alberto Rex González fue su profesor y representó una influencia decisiva en su desarrollo profesional posterior. En 1991 culminó sus estudios de posgrado en la Universidad Nacional de Rosario.
En 1972, junto al doctor Víctor Núñez Regueiro, diseñó la presentación de las colecciones reunidas por Pío Pablo Díaz en el Museo Arqueológico de Cachi, organización que perduraría durante décadas. 

En el marco de las actividades vinculadas a este museo, durante los años siguientes realizó con otros colegas distintas investigaciones en los alrededores de Cachi, explorando los asentamientos de La Poma, y Las Pailas, entre otros.
Su actividad académica incluyó actuar como profesional consultor de la Facultad de Filosofía y Letras de la Universidad de Buenos Aires, la Universidad Nacional de La Plata, la Universidad Nacional de Salta y la Universidad Nacional de Jujuy. 

Tuvo a su cargo de dirección del Museo Etnográfico Juan B. Ambrosetti, y forma parte del grupo de científicos e investigadores del CONICET.
En 2006 recibió el premio Konex en el rubro Arqueología y Antropología Cultural. En 2007 recibió la distinción Women in Archaeology por sus aportes al conocimiento en el campo de la arqueología.

## Publicaciones
Publicó numerosos trabajos de investigación en diversas revistas científicas y dos libros.
- Nueva historia argentina: los pueblos originarios y la conquista (1ª edición). Sudamericana. 2000. ISBN 978-950-07-1792-2.
- Estudios arqueológicos en Yocavil (1ª edición). Asociación de Amigos del Museo Etnográfico. 2008. ISBN 978-987-24468-0-2. En coautoría con Luis R. González